# Lovette Jallow
Lovette Jallow,  född 19 juli 1984 i Gambia, är en svensk aktivist inom antirasism. I augusti 2019 tilldelades Jallow Raoul Wallenberg-priset.  Hon har skrivit två böcker Black Vogue : skönhetens nyanser (2016) och Främling i vita Rum (2020) och grundat organisationen Action for Humanity som bland annat ger juridisk och ekonomisk hjälp till individer som har drabbats av exempelvis rasism och förtryck.

## Biografi
Lovette Jallow växte upp med sin mormor i Serrekunda i Gambia och kom till sin mor i Sverige när hon var 11 år gammal. När hon var drygt 20 år fick hon diagnoserna autism och ADHD och hon har senare uppgett sina diagnoser som en del i sin framgång. Jallow åkte sedan till London och studerade fastighetsjuridik; vid återkomsten slogs hon av skillnaden i utbud i de svenska butikerna för smink och skönhetsprodukter för svarta personer. Då insåg hon att skönheten definierades utifrån en norm som hon inte hade förutsättningar att leva upp till och att det påverkat hennes självkänsla. För att hjälpa och inspirera andra startade Jallow facebookgruppen Black Vogue som diskuterade skönhet och delade skönhetstips för mörkhyade och gruppen uppmärksammade svårigheten att i Sverige få tag i hudfärgade produkter i mörkare nyanser. Hon fortsatte inom fastighetsbranschen men startade även verksamheter där hon bland annat föreläser för film- och teaterbranschen om sminkning av mörkare hudtoner samt för dem som arbetar inom perukmakeri och med löshår.
Jallow spred verksamheten på sociala medier med Instagram och Youtube, där hon utökade inläggen att omfatta rasism och berättelser om hur det är att växa upp som en svart kvinna i Sverige. År 2016 gav hon ut boken Black Vogue: Skönhetens nyanser som dels innehåller skönhetstips för personer med mörkare hudton, dels har uppmärksammats för berättelserna hur det är att växa upp i det svenska samhället där vit hudfärg är norm. Hon jämför det med hur kvinnorna i hennes närhet, hennes mor och mormor samlades och gjorde sig fina tillsammans och blandade samtal om livet med skönhetstips.
Lovette Jallow grundade organisationen Action for Humanity 2017 som en direkt följd av den då uppmärksammade slavhandeln med flyktingar i Libyen. Förutom humanitär verksamhet i Libyen arbetar de mot rasism och med ungdomar i allmänhet.

## Utmärkelser
- 2017 – Rättvisepriset[11] för sitt arbete mot rasism och diskriminering av svarta kvinnor inom skönhetsindustrin, bland annat genom grundandet av Facebook-gruppen Black Vogue och som författare till boken med samma namn, samt som initiativtagare till demonstrationen mot slavhandeln i Libyen som ägde rum i Stockholm den 25 november.
- 2018 – Årets nätängel av  Mysafety Ab.[12]
- 2018 – Solidaritetspriset[13] av Afrikagrupperna  tilldelar Lovette Jallow 2018 års pris
- 2019 – Raoul Wallenberg-priset.
- 2019 – IM-priset till Britta Holmströms minne.[14]
- 2020 – Region Stockholms pris mot främlingsfientlighet och rasism
- 2021 – Årets eQualizer[15] av Consid Ab delas ut till Lovette Jallow en individ som på ett föredömligt sätt drivit jämställdhetsfrågan framåt
- 2022 – Wma (Wah sah Halat)[16] Gambian Humanitarian award
- 2024 – Blaze Inclusion Awards[17] National Trailblazer Awards Sweden by diversify.no